# Cristian Terheș

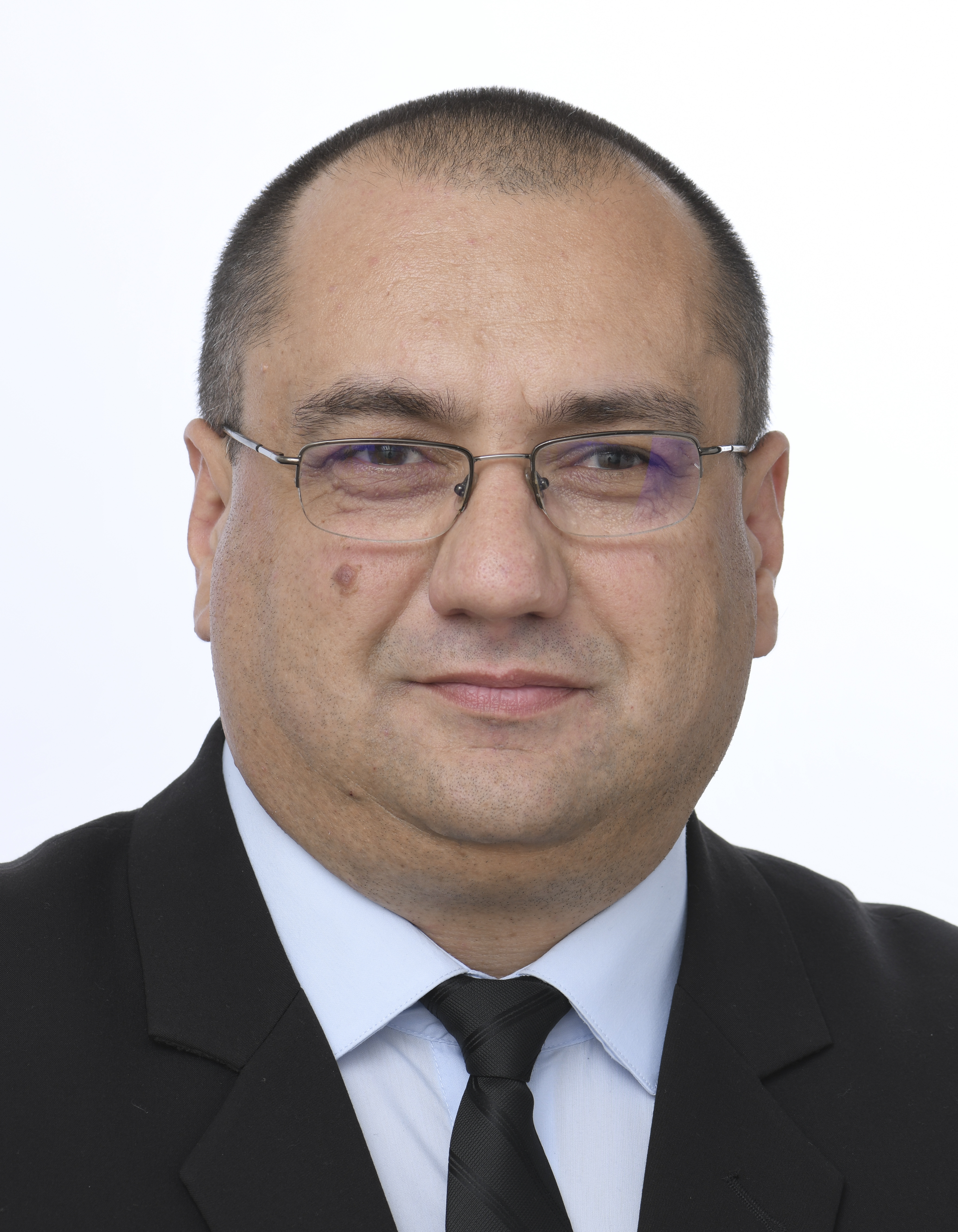
Cristian Terheș (2024)

Cristian-Vasile Terheş (geboren am 4. Dezember 1978 in Zalău) ist ein rumänischer Politiker (PNCR, zuvor PSD, PNȚCD), griechisch-katholischer Priester und Kommentator. Seit 2019 ist er Mitglied des Europäischen Parlaments, wo er zur Fraktion Europäische Konservative und Reformer (EKR) gehört, und seit 2023 Vorsitzender der rechten Partidul Național Conservator Român.

## Leben und politische Karriere
Terheş studierte Theologie an der Babeș-Bolyai-Universität in Cluj-Napoca. Anschließend studierte er Journalismus am Fullerton College und Kommunikation am Santiago Canyon College in Kalifornien, Vereinigte Staaten. Er ließ sich in Irvine, Kalifornien, nieder, wurde Geistlicher der Rumänischen griechisch-katholischen Kirche, arbeitete aber auch als Wirtschaftsanalytiker.
Er engagierte sich in der rumänischen Politik, insbesondere in Opposition zur regierenden PSD, die er der Korruption beschuldigte. Bekannt wurde er 2012, als er im Rahmen der Kampagne zum Referendum über die Absetzung des rumänischen Präsidenten Traian Băsescu (PD-L) im US-Kongress Lobbyarbeit für den von Sozialdemokraten bekämpften Präsidenten machte. Im Jahr 2014 setzte er sich gegen die Wahl des PSD-Vorsitzenden Victor Ponta zum Präsidenten ein.
2016 wurde er regelmäßiger Kommentator beim PSD-nahen Fernsehsender Antena 3 sowie bei România TV. Zeitgleich wurde er zum Anhänger der regierenden PSD, in seinen öffentlichen Kommentaren befürwortete er die Suspendierung des nationalliberalen Präsidenten Klaus Iohannis. Beim Verfassungsreferendum in Rumänien 2018 setzte er sich für das Verbot homosexueller Ehen ein; nach dessen Scheitern befürchtete er, dass die „homosexuelle Agenda in Rumänien gewalttätiger werde“.
Zur Europawahl 2019 kandidierte Terheş auf Platz vier der Liste der PSD und wurde zum Mitglied des Europaparlaments gewählt, wo er zunächst in der Fraktion der Progressiven Allianz der Sozialdemokraten (S&D) saß. Bis zum Mai 2020 war er stellvertretender Vorsitzender der Delegation in der Parlamentarischen Versammlung EURO-NEST. Im Mai 2020 erklärte Terheş den Übertritt zur Partidul Național Țărănesc Creștin Democrat und zur Fraktion Europäische Konservative und Reformer. Kurz darauf wurde er in den Fraktionsvorstand der EKR gewählt. Von Juli 2021 bis April 2023 gehörte er dem Ausschuss für Beschäftigung und soziale Angelegenheiten im EU-Parlament an. Im November 2023 verließ Terheș die PNȚCD und trat Anfang Dezember der neugegründeten Partidul Național Conservator Român (PNCR) bei. Kurz darauf wurde er zum Parteivorsitzenden gewählt.
Zur Europawahl 2024 ging die PNCR ein Bündnis mit der radikal-rechtspopulistischen Alianța pentru Unirea Românilor (AUR) ein, Terheș war Spitzenkandidat der gemeinsamen Liste. Die AUR-geführte Allianz kam mit 14,9 % auf den zweiten Platz und Terheș wurde als Europaabgeordneter bestätigt. Er blieb Mitglied der EKR-Fraktion, der sich auch die neuen AUR-Europaparlamentarier anschlossen, und wurde erneut in den Fraktionsvorstand gewählt. Er ist stellvertretender Vorsitzender des Haushaltskontrollausschusses, Mitglied im Ausschuss für auswärtige Angelegenheiten, Delegierter für die Beziehungen zu Südafrika und im Parlamentarischen Stabilitäts- und Assoziationsausschuss EU-Albanien.
Terheș kandidierte bei der später annullierten Präsidentschaftswahl 2024, erhielt aber nur ein Prozent der Stimmen. Bei der Wiederholungswahl 2025 kandidierte er erneut und erhielt nur 0,4 Prozent der Stimmen.